# Szastarka (gmina)
Szastarka (do 1954 gmina Brzozówka) – gmina wiejska w województwie lubelskim, w powiecie kraśnickim. W latach 1975–1998 gmina położona była w województwie tarnobrzeskim.
Siedziba gminy to Szastarka.
Według danych z 31 grudnia 2020 gminę zamieszkiwały 5733 osoby.

## Herb
Herbem gminy Szastarka jest: w polu zielonym biała postać św. Jana Chrzciciela trzymającego w lewej ręce krzyż (atrybut świętego) a prawą ręką opierającego się o ul pszczeli. Święto gminy przypada 24 czerwca.

## Historia
W lipcu 1984 gmina Szastarka została wyróżniona wpisem do „Księgi zasłużonych dla województwa tarnobrzeskiego”.

## Struktura powierzchni
Według danych z roku 2002 gmina Szastarka ma obszar 73,53 km², w tym:
- użytki rolne: 85%
- użytki leśne: 10%

Gmina stanowi 7,31% powierzchni powiatu.

## Demografia

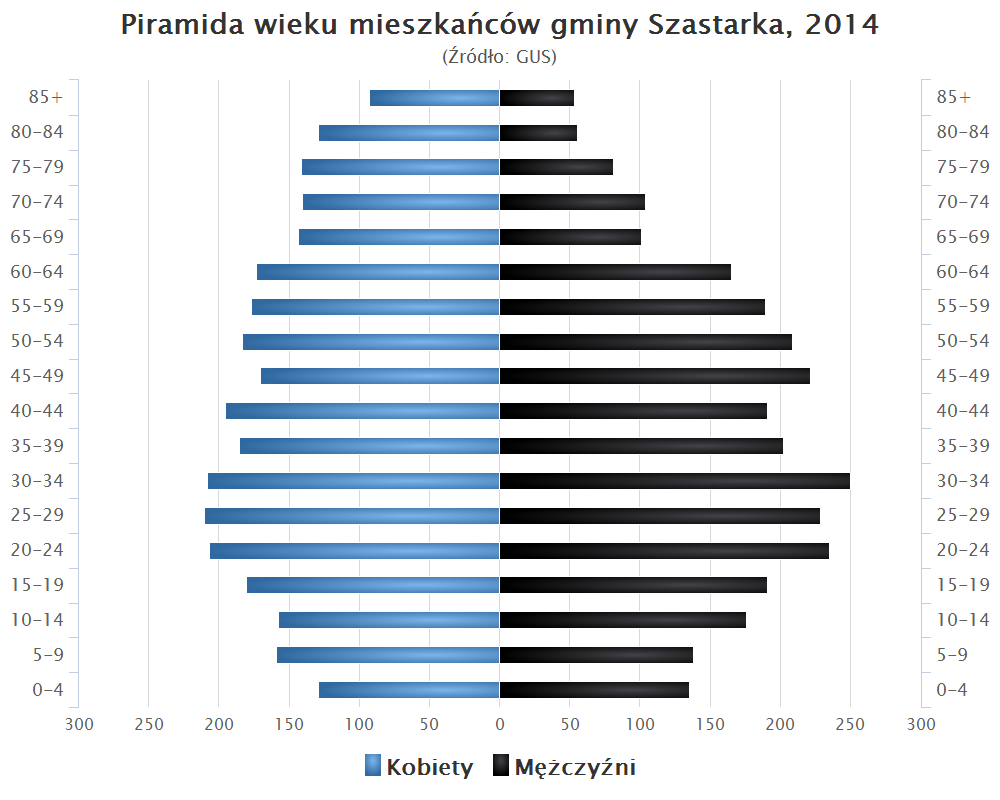
Piramida wieku mieszkańców gminy Szastarka w 2014 roku

Dane z 31 grudnia 2020:
| Opis                              | Ogółem | Ogółem | Kobiety | Kobiety | Mężczyźni | Mężczyźni |
| --------------------------------- | ------ | ------ | ------- | ------- | --------- | --------- |
| jednostka                         | osób   | %      | osób    | %       | osób      | %         |
| populacja                         | 5733   | 100    | 2935    | 51,2    | 2798      | 48,8      |
| gęstość zaludnienia (mieszk./km²) | 78,0   | 78,0   | 39,9    | 39,9    | 38,1      | 38,1      |

## Sołectwa
Blinów Drugi, Blinów Pierwszy, Brzozówka, Brzozówka-Kolonia, Cieślanki, Huta Józefów, Majdan-Obleszcze, Podlesie, Polichna Pierwsza, Polichna Druga, Polichna Trzecia, Polichna Czwarta, Rzeczyca-Kolonia, Stare Moczydła, Szastarka, Szastarka (Stacja), Wojciechów, Wojciechów-Kolonia.

## Pozostałe miejscowości
Blinów-Kolonia, Blinów Pierwszy (kolonia), Nowy Kaczyniec, Wypychów

## Sąsiednie gminy
Batorz, Kraśnik, Modliborzyce, Potok Wielki, Trzydnik Duży, Zakrzówek